# Keleti-fok
A Keleti-fok (East Cape) Új-Zéland fő szigeteinek legkeletibb pontja, az Északi-szigeten található, Gisborne városától északra, a Runaway-foktól 50 kilométerre keletre. East Cape egyben a Gisborne városa körüli közigazgatási körzet mindennapi neve is.
Már a maori bennszülöttek úgy emlegették ezt a fokot, mint ahol a nap először a szárazföldre lép.
A fok mögöttes területének, Gisborne és a Mahia-félsziget között, a szárazföld felé egészen a Te Urewera Nemzeti Parkig és innen északra Opotiki-ig, azaz az új-zélandi „csizma” sarkának a helyi nem-hivatalos neve Eastland. Ebben a körzetben nagy háborúk dúltak a bennszülöttek között az 1860-as években.

## Világítótorony

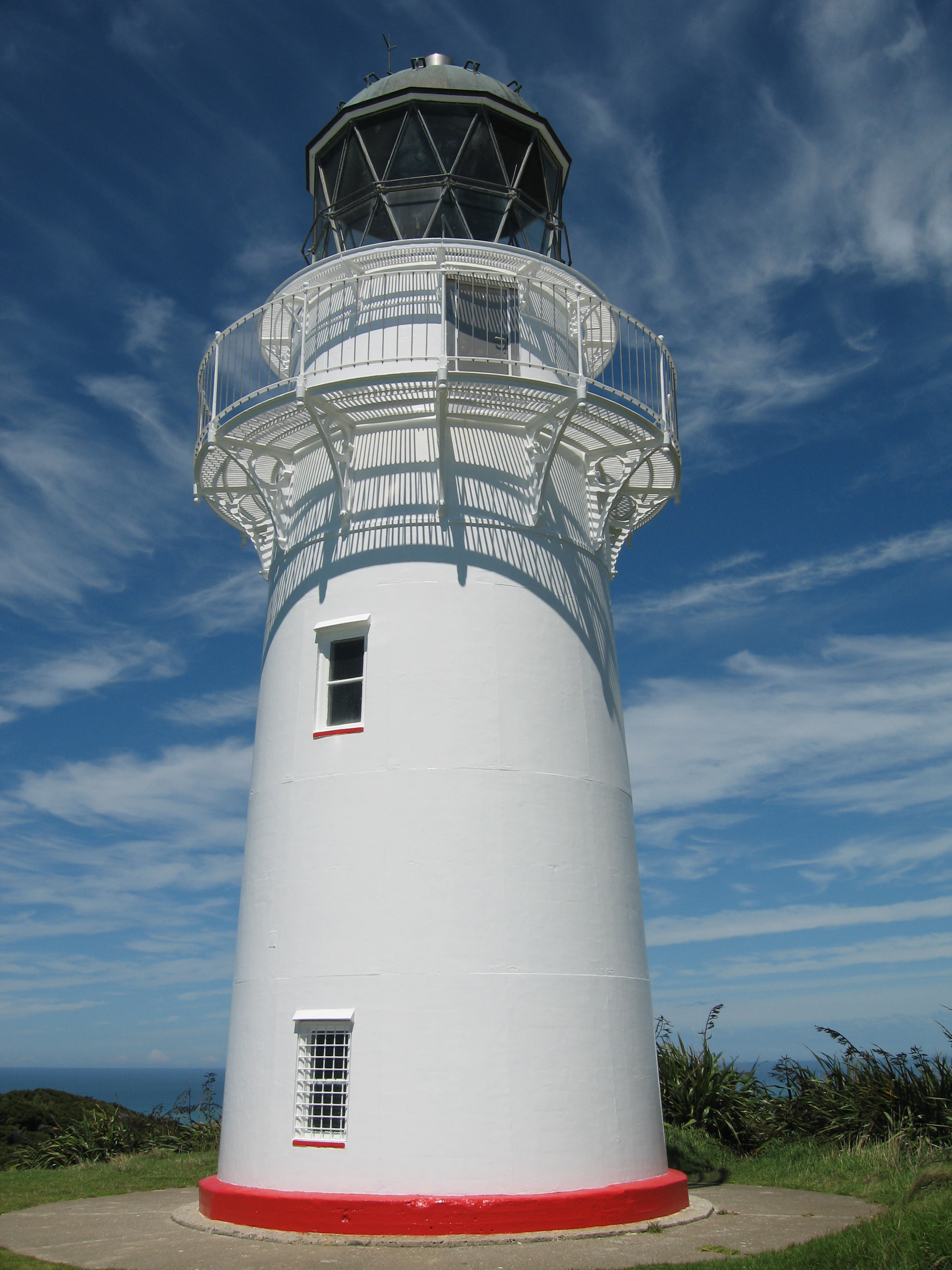
A 14 méter magas világítótorony

1900-ban a fok előtti tengerben fekvő kis Keleti-szigeten világítótornyot építettek. Ezt azonban a földrengések és sziklaomlások gyakran megrongálták, ezért 1922-ben a világítótornyot a Keleti-fok 154 méter magas csúcsán építették újjá. A tíz másodpercenként felvillanó fény 19 tengeri mérföld távolságról (kb. 35 kilométer) látható. A világítótorony 1985 óta automatikus üzemmódban működik, Wellingtonból ellenőrzi azt a tengeri biztonságért felelős hatóság.

## Turizmus
A hegyfok megközelítése Te Araroa-tól egy keskeny helyi úton lehetséges. Mintegy 20 kilométer után az utolsó szakaszon gyalog kell haladni mezőgazdasági magánterületen át. A világítótoronytól nagyszerű kilátás nyílik a Csendes-óceánra és a környező tájra.

## Fordítás
Ez a szócikk részben vagy egészben a East Cape című német Wikipédia-szócikk ezen változatának fordításán alapul.  Az eredeti cikk szerkesztőit annak laptörténete sorolja fel. Ez a jelzés csupán a megfogalmazás eredetét és a szerzői jogokat jelzi, nem szolgál a cikkben szereplő információk forrásmegjelöléseként.